# جيوفاني تومي
جيوفاني تومي (بالإيطالية: Giovanni Tomi)‏ هو لاعب كرة قدم إيطالي في مركز الدفاع، ولد في 31 ديسمبر 1987 في سان جورجو أ كريمانو في إيطاليا. لعب مع اتحاد بافيا لكرة القدم ونادي أسكولي ونادي ريميني ونادي فوجيا ونادي كاتانزارو ونادي ليتشي.

## وصلات خارجية
- جيوفاني تومي على موقع قاعدة بيانات كرة القدم.إي يو (الإنجليزية)
- جيوفاني تومي على موقع Soccerway.com (الإنجليزية)